# Bassett (Kansas)
Bassett un pueblo ubicado en el condado de Allen en el estado estadounidense de Kansas. En el año 2010 tenía una población de 14 habitantes y una densidad poblacional de 70 personas por km².

## Geografía
Bassett se encuentra ubicada en las coordenadas 37°54′14″N 95°24′29″O / 37.90389, -95.40806 (37.904017, -95.408005).

## Demografía
Según la Oficina del Censo en 2000 los ingresos medios por hogar en la localidad eran de $14,688 y los ingresos medios por familia eran $14,375. Los hombres tenían unos ingresos medios de $16,250 frente a los $0 para las mujeres. La renta per cápita para la localidad era de $12,388.